# No vuelvo jamás
«No vuelvo jamás» es una canción grabada por la cantante y compositora mexicana Carla Morrison. La canción fue escrita y producida por ella misma a través de su disquera independiente Cósmica Récords. Se lanzó el 6 de noviembre de 2015, y está incluida dentro de su segundo álbum de estudio Amor supremo, como el quinto track.

## Video musical
El videoclip oficial de «No vuelvo jamás» fue lanzado el 25 de octubre de 2016, dirigido y producido por Morrison Productions y Broducers. Cuenta con 5 millones de visualizaciones. Un video lírico fue publicado el 2 de mayo de 2017 en el canal de Youtube de Morrison y cuenta con casi 30 millones de reproducciones.

## Lista de canciones

### Descarga digital
| No vuelvo jamás— Single |                   |          |  |
| N.º                     | Título            | Duración |  |
| 1.                      | «No vuelvo jamás» | 4:48     |  |

### Versión acústica
| No vuelvo jamás— Single |                   |          |  |
| N.º                     | Título            | Duración |  |
| 1.                      | «No vuelvo jamás» | 4:56     |  |